# Claude Landré
Pour les articles homonymes, voir Landré (homonymie).
Claude Landré est un imitateur, humoriste et animateur de radio et de télévision québécois né à Notre-Dame-du-Lac le 3 novembre 1944.
Il a collaboré à de nombreuses émissions télévisuelles ou radiophoniques francophones durant près de cinquante ans de carrière. À la suite d'un accident à 28 ans, il perd un œil. Il a fréquemment affiché son soutien pour les associations engagées sur ces situations.

## Biographie

### Enfance
Claude Landré est né le 3 novembre 1944 à Notre-Dame-du-Lac. Petit fils du pamphlétaire Edgar Ménard, artiste de La Tuque,, il grandit entouré de trois frères et deux sœurs. Il se destine rapidement vers une carrière artistique, notamment dans les domaines de l'imitation et l'humour.

### Début de carrière
Arrivé à Montréal dans les années 1960, il fait ses débuts dans les cabarets montréalais et dans les boîtes à chansons. Repéré au cabaret Chez Clairette, par Madame Claire Oddera, nommée Chevalier de l’ordre national du Québec en 2002 et membre de l'ordre du Canada en 2003,,, Claude Landré assure ainsi ses premiers succès. Chez Clairette était un endroit très fréquenté de l'époque par les artistes de la radio et de la télévision. Il est remarqué très rapidement pour son talent très précis d'imitation et ses textes amusants.
À cette même époque où il fréquente les cabarets, Claude Landré travaille comme animateur et humoriste à la station de radio CKVL, faisant des émissions de variété. Initialement émule de Jacques Normand avec qui il co-animera les Couche-Tard. Bientôt, il écrit lui-même tous les textes comiques de ses émissions. Il se permet d'ajouter, au travers de ses textes, des pensées, des chansons, et des poèmes d'autres artistes. Le 31 décembre 1968, en compagnie de Marthe Fleurant, Donald Lautrec et Françoise Lemieux, il anime le tout premier Bye Bye,. En septembre 1970, il co-anime notamment à Expo-Québec où étaient attendus plus de 500 000 visiteurs. Au cœur de la gloire, il effectue et assure la première partie de Joe Dassin lors de sa tournée à Montréal.

### Artiste confirmé
À la fin des années 1960 et au début des années 1970, Claude Landré fait de nombreuses, mais courtes apparitions à la télévision, il remplacera Jacques Boulanger à l'animation de Zoum diffusée à Radio-Canada, et participera entre autres aux émissions Cré Basile, Les Couche-tard (avec Jacques Normand) et la populaire Moi et l'autre (avec Denise Filiatrault et Dominique Michel). Entre la fin des années 1970 et le début des années 1990, il effectue des spectacles dans toutes les régions du Québec et également en Floride, à Miami, invité par Gérard Vermette. Malgré les tournées, il est un habitué du grand écran, il est tour à tour invité dans plusieurs émissions de variétés dont: Allo Boubou (animée par Jacques Boulanger et diffusée sur Radio-Canada de 1971 à 1974), Parle, Parle, Jase, Jase (animée par Réal Giguère et diffusée à Télé-Métropole (aujourd'hui TVA) entre 1974-1979), De Bonne Humeur (animée par Michel Louvain et diffusée sur TVA de 1986 à 1992), Les Démons du midi (diffusée à Radio-Canada de 1987 à 1993 et animée par Gilles Latulipe et Suzanne Lapointe) et Ad Lib (animée par Jean-Pierre Coallier et diffusée à TVA). Entre 1984 et 1990, il assurera le rôle d'un maître de cérémonie rétro dans le téléroman québécois Épopée Rock (diffusé sur TVA). Entre 1990 et 1993, en compagnie de son acolyte Pierre Verville, il prête sa voix aux marionnettes à l'effigie de politiciens québécois dans l'émission "Métropolis" (animée par JiCi Lauzon et diffusée sur Radio-Canada).
Il a aussi connu le succès sur disque, vendant tout près de 300 000 copies de ses neuf microsillons, et a publié deux livres (Gagster publié en 1978 et L'Anartiste en 1984). Il a influencé et inspiré plusieurs générations d'humoristes québécois dont Daniel Lemire et Guy Nantel et la nouvelle génération d'imitateurs tels qu'André-Philippe Gagnon. En juillet 2007, il est invité au Gala Juste pour Dodo, en hommage à Dominique Michel à l'occasion du Gala d'ouverture du 25e anniversaire du Festival Juste pour rire.
En mai 2012, Claude Landré, ami de l'imitateur Jean-Guy Moreau, commentait lors des funérailles de ce dernier « on a eu chacun nos cheminements, sans se nuire, et on a couvert, avec l'humour, le projet de société qu'on avait dans les années 60 »,,.
En cours de carrière, Claude Landré a aussi œuvré derrière le micro des stations radiophoniques montréalaises notamment de CBF (aujourd'hui ICI Musique) avec sa propre émission intitulée Landré Libre, l'émission Entre tu et vous animée avec Danielle Ouimet (CKLM), ainsi que plusieurs autres émission à CKVL, CKCV et CKAC.
Il est le père de l'artiste Nicolas Landré,,, et de la chanteuse soprano Claude-Marie Landré,,.

### Accident et perte d'un œil
Le 10 juillet 1972, pendant une éclipse totale du soleil, Claude Landré perd un œil lors d'un accident survenu chez lui alors qu'il pratiquait un tour de magie,,. Par la suite, il se présente avec un œil masqué par un bandeau. Peu de temps après avoir perdu l'usage de son œil et le pouce de sa main gauche, l'industrie insensible à sa nouvelle condition lui décerne un Prix Citron. Il décide alors d'entarter (une première pour le Québec à l'époque) les journalistes en leur lançant des tartes aux citrons. Cet incident marquera amèrement la poursuite de sa carrière dans un contexte politique en mouvance,. Claude Landré demeurera toutefois sensible à la tragédie humaine. En 1973, il encouragera le chanteur Marc Hamilton après que celui-ci ait perdu l'usage de son œil gauche lors de travaux dans sa résidence. Quelques années plus tard, il rencontrera et encouragera un jeune de 13 ans, Dominic Sillon, après la perte de son œil. Ce jeune garçon deviendra par la suite un humoriste connu, membre du populaire duo Dominic et Martin. Claude Landré enverra également un message personnel à Michel Barrette lorsque ce dernier risquera de perdre l'usage d'un œil à la suite d'un accident sur la scène du Vieux Clocher de Magog en 1996. Au cours de sa carrière, il fera usage de sa popularité afin de promouvoir les activités d'organismes caritatifs tels que les Amputés de Guerre, la Fondation des Aveugles ou pour soutenir la Fondation de son ami Claude Saint-Jean atteint de l'ataxie de Friedreich,.

## Citations de l'artiste
- « Je flatte sans griffer! Il faut être un peu caustique, c’est bien de provoquer le public, mais il faut savoir doser. C’est de savoir dire tout haut ce que les gens pensent tout bas. Dans le passé, en spectacle, je parlais souvent du meilleur imitateur et j’expliquais pourquoi c’était moi. J’étais fendant[30]… »
- « L’humour c’est un métier qui ne vieillit pas ; c’est comme la poésie, il n’y a pas d’âge, ce n’est pas un métier ordinaire que l’on fait[30]. »

## Divers
En 1973, Claude Landré remporte la deuxième place (derrière Léo Ilial) au Gala du plus bel homme du Canada. Le prix était remis à chaque année, à la Saint-Valentin, par Lise Payette[réf. nécessaire].